# Rio Quente Tennis Classic
Il Rio Quente Tennis Classic, noto come Rio Quente Resorts Tennis Classic per motivi di sponsorizzazione, è stato un torneo professionistico maschile di tennis che si giocava a Rio Quente in Brasile. L'evento faceva parte dell'ATP Challenger Tour e si giocava su campi in cemento. Si sono giocate le sole edizioni del 2012 e del 2013.

## Albo d'oro

### Singolare
| Anno | Campione         | Finalista       | Punteggio     |
| ---- | ---------------- | --------------- | ------------- |
| 2012 | Guilherme Clezar | Paul Capdeville | 7–6(4), 6–3   |
| 2013 | Rajeev Ram       | André Ghem      | 4–6, 6–4, 6–3 |

### Doppio
| Anno | Campioni                           | Finalisti                       | Punteggio |
| ---- | ---------------------------------- | ------------------------------- | --------- |
| 2012 | Guido Andreozzi Marcel Felder      | Thiago Alves Augusto Laranja    | 6–3, 6–3  |
| 2013 | Fabiano de Paula Marcelo Demoliner | Ricardo Hocevar Leonardo Kirche | 6–3, 6–4  |